# Cheon Woon-young
Cheon Woon-young, auch Cheon Un-yeong oder Cheon Un-young,  (* 1971 in Seoul) ist eine südkoreanische Schriftstellerin.

## Leben
Cheon Woon-young wurde 1971 in Seoul geboren. Ihr Vater war Fabrikdirektor. Da die Familie auch auf dem Fabrikgelände lebte, gehört diese Umgebung zu ihren prägendsten Erinnerungen. Ihre Kindheit verbrachte sie meist alleine, weshalb sie sich bereits früh mit Literatur in Form von Märchen zu beschäftigen begann. Später studierte sie an der Hanyang University Kommunikationswissenschaften und Literatur. Ihre Kurzgeschichte Die Nadel erschien in der Frühjahrsbeilage für Literatur und Kunst in der Dong-a Ilbo und wurde im Jahr 2000 prämiert.
Diese und andere Erzählungen aus dieser Zeit führten dazu, dass Cheon als Vertreterin einer neuen Generation feministischer Autorinnen gilt. Die Selbstfindung der Frau in der Gesellschaft ist nicht mehr das zentrale Thema.
Auch die Frage, was von dem traditionellen Familienbild noch erhalten blieb, stellt sich ihr nicht, denn die Familie in ihrer erzählten Welt ist bereits demontiert und die Überlebenden sind die Frauen. Die weiblichen Charaktere wie beispielsweise in Die Nadel haben ihre eigenen Wege gefunden, sind hedonistisch, stark und zur Durchsetzung ihrer Interessen auch gewaltbereit.
Herausragend ist Cheons präzise Beobachtungsweise, mit der sie die Ästhetik ihrer erzählten Welt definiert. Sie ist außerdem für Werke bekannt, die auf extensiver Nachforschung basieren. Ihre Werke erzählen Geschichten, wie sie in der Welt der koreanischen Prosa bis jetzt nur selten zu finden sind, und erinnern oftmals an eine Dokumentation. Außergewöhnliche Protagonisten wie eine Tattoo-Stecherin oder seltsame Schauplätze wie ein Schlachthaus, in dem unschuldige Tiere zum Verzehr verarbeitet werden, hinterlassen beim Leser einen bleibenden Eindruck.    

## Arbeiten

### Koreanisch
- 바늘 (Die Nadel) Seoul: Ch'angjak-kwa pip'yŏngsa 2001
- 명랑 (Heiterkeit) Munhak-kwa chisŏngsa 2004
- 잘 가라, 서커스 (Lebwohl, Zirkus) Munhakdongne 2005
- 그녀의 눈물 사용법 (Gebrauchsanweisung für ihre Tränen) Ch'angbi 2008
- 생강 (Ingwer) Ch'angbi 2011
- 엄마도 아시다 시피 (Wie du weißt, Mama...) Munhak-kwa chisŏngsa 2013

### Übersetzungen

#### Französisch
- Adieu le cirque! Serge Safran Editeur 2013